# 慕尼黑-费尔德莫兴站
费尔德莫兴站（德語：U-Bahnhof Feldmoching）是一座慕尼黑地铁2号线和快铁1号线位于哈森勃格的一座车站，同时，也是一座火车站。此站可换乘快铁1号线去往慕尼黑机场。